# Watt kế

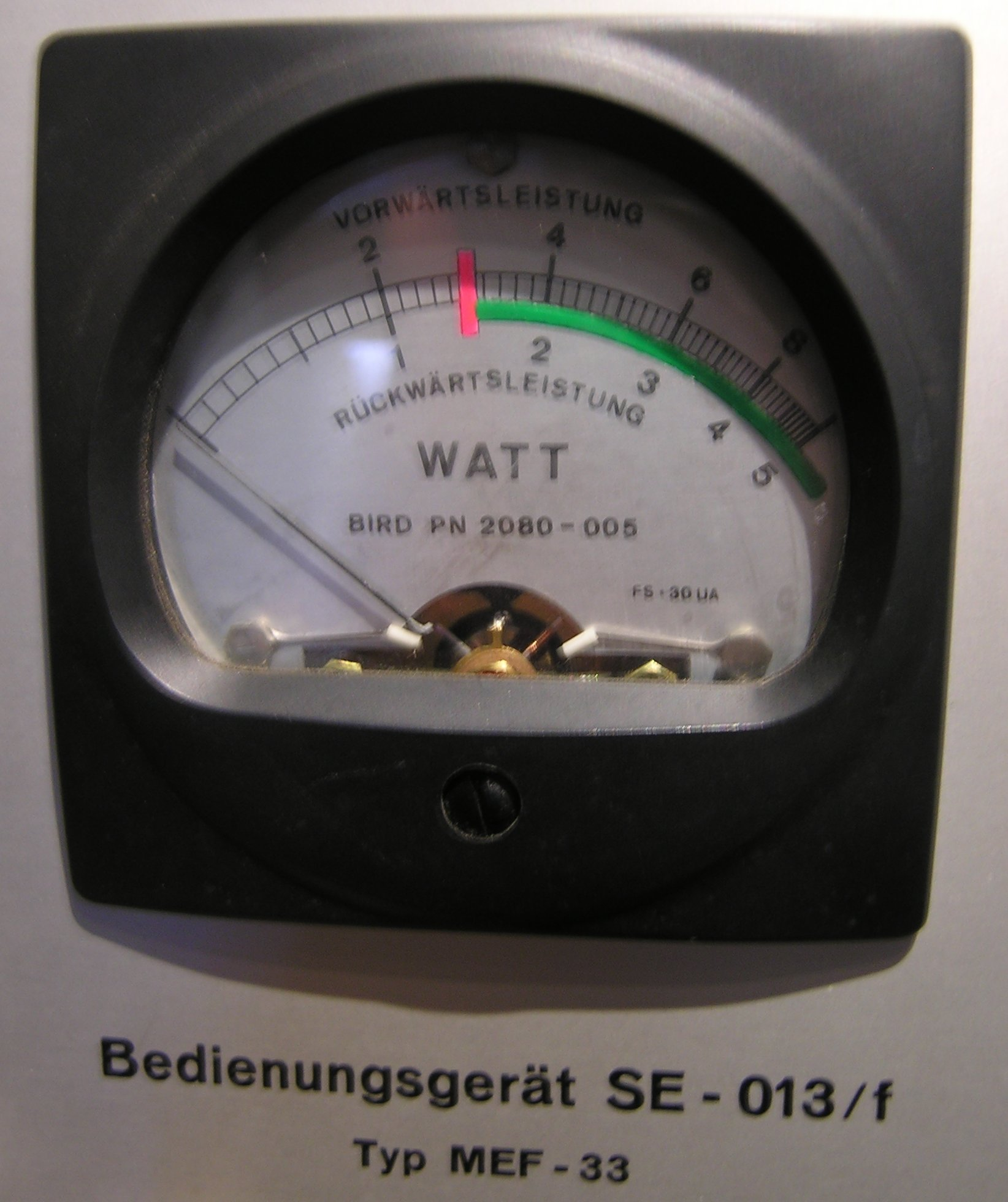
Watt kế

Watt kế, Oát kế hay Wattmeter là dụng cụ đo công suất điện năng (hoặc tốc độ cung cấp năng lượng điện) tính bằng watt của mạch điện bất kỳ .
Watt kế điện từ được sử dụng để đo công suất ở tần số âm thanh và DC. Việc đó cống suất ở tần số radio cần đến loại chuyên dụng .

## Phân loại
Các Watt kế được phân loại theo mức công suất đo: 
- Mili-watt kế đo điện năng trong các thí nghiệm.
- Watt kế đo điện năng trong tiêu dùng thông thường.
- Kilo và Mega watt kế đo điện năng ở các nhà máy phát điện.

Phân loại theo số pha làm việc thì có Watt kế một pha và ba pha, trong đó loại ba pha chỉ có trong công nghiệp điện năng.
Phân loại theo mạch đo thì có Watt kế điện động và điện tử.

## Watt kế điện động
Các Watt kế tương tự truyền thống thuộc loại dụng cụ điện động lực. Nó có một cặp cuộn dây cố định là cuộn dây dòng điện, và một cuộn dây di động được là cuộn dây điện áp.
Các cuộn dây dòng điện được nối nối tiếp với mạch, trong khi cuộn dây điện áp được kết nối song song. Ngoài ra, trên các Watt kế tương tự, cuộn dây điện áp mang kim di chuyển qua thang đo để biểu thị kết quả đo. Một dòng điện chạy qua cuộn dòng tạo ra một trường điện từ xung quanh cuộn dây. Cường độ của trường này tỷ lệ thuận với dòng điện và cùng pha với nó. Các cuộn dây điện áp, theo nguyên tắc chung, có nối tiếp một điện trở có giá trị cao để giảm dòng điện chạy qua nó.
Kết quả của sự sắp xếp này là trên một mạch điện một chiều, độ lệch của kim tỉ lệ với cả dòng điện {\displaystyle I} và điện áp {\displaystyle V}, do đó phù hợp với phương trình {\displaystyle P=VI}.

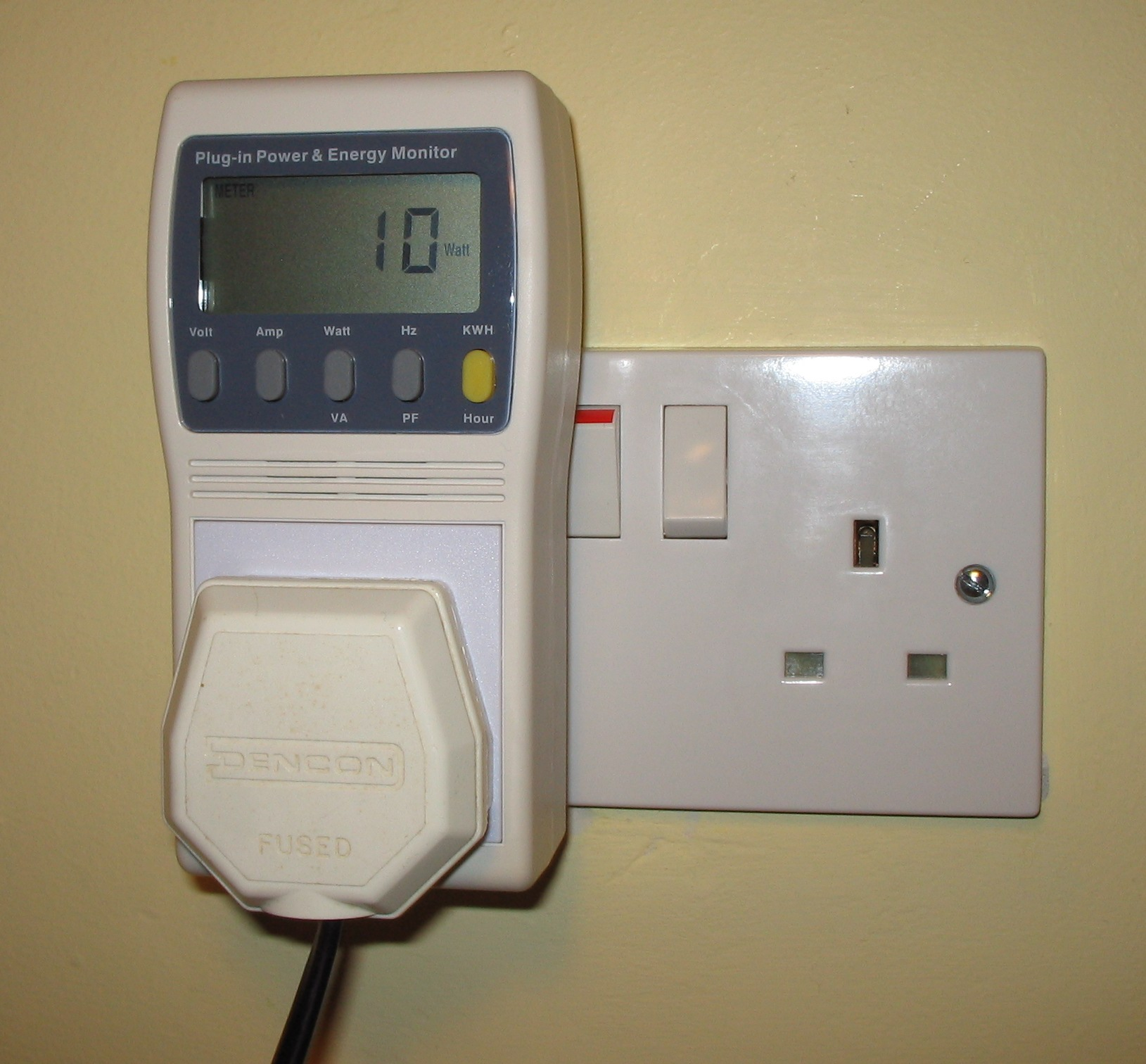
Watt kế điện tử Prodigit Model 2000MU (UK version) kiểu ổ cắm, đang hiện số đọc 10 watt phụ tải trên LCD

## Watt kế điện tử
Watt kế điện tử được thiết kế với vi điều khiển, cho ra máy đo nhỏ gọn và tin cậy.
Sơ đồ khối của máy đo cơ bản thì gồm mạch lấy mẫu dòng và điện áp, lấy RMS và số hóa rồi đưa tới vi điều khiển thực hiện phép nhân. Kết quả được đưa tới khối hiển thị LCD hoặc LED, và có thể có ra ngõ chuẩn để truyền trực tiếp số liệu tới thiết bị khác, ngày nay thường dùng là cổng USB. Nhịp lấy mẫu thường là một vài ngàn số trong mỗi giây.
Các dạng máy đo mở rộng thì có thêm nhiều chức năng phức tạp hơn, và giá thành cũng cao hơn. Nhờ có vi điều khiển và bộ nhớ lắp sẵn thiết bị này có thể tính và lưu trữ các giá trị điện áp RMS, dòng RMS, VA, công suất (watt), hệ số công suất và điện năng kilowatt-giờ.
Tuy nhiên các watt kế có sự khác nhau đáng kể trong việc tính toán chính xác mức tiêu thụ năng lượng, đặc biệt là khi công suất thực thấp hơn nhiều so với VA (tải phản ứng cao, ví dụ như động cơ điện). Các máy đo đơn giản có thể được hiệu chuẩn để đáp ứng độ chính xác chỉ định cho dạng sóng hình sin. Dạng sóng cho nguồn cung cấp năng lượng chuyển đổi hiện sử dụng cho nhiều thiết bị điện tử có thể rất xa hình sin, dẫn đến các lỗi không xác định và có thể lớn ở bất kỳ nguồn điện nào. Điều này có thể không được chỉ định trong hướng dẫn sử dụng.